# Cryphia miltophaea
Cryphia miltophaea är en fjärilsart som beskrevs av Rudolf Püngeler. Cryphia miltophaea ingår i släktet Cryphia och familjen nattflyn. Inga underarter finns listade i Catalogue of Life.